# Batalla de Lyngør
La batalla de Lyngør tuvo lugar entre el 6 y el 12 de julio de 1812, enfrentando por última vez a la marina británica con la noruega-danesa en el marco de las guerras napoleónicas y más concretamente de la guerra de las Cañoneras.

## El trasfondo histórico de la batalla
Inglaterra impuso un bloqueo en las líneas de suministro entre Noruega y Dinamarca por el estrecho de Skagerrak durante las guerras napoleónicas, excepto para aquellos buques noruegos que transportaban madera al Reino Unido. Aunque esto afectaba al suministro de grano a Noruega, los noruegos preferían limitar sus operaciones navales a la defensa costera. Sin embargo, los restos de la anterior batalla de Copenhague se prepararon con el objetivo de romper este bloqueo.

## Los preparativos del combate
Tras años de escaramuzas, la flota danesa-noruega se reducía a un único barco importante, una fragata, la Najaden, con 42 cañones, terminada en 1811 en parte con los restos de los navíos de línea destruidos en la anterior batalla. Viendo una oportunidad de reforzar el bloqueo y terminar con el poco dominio marítimo noruego-danés, Gran Bretaña envió al navío de línea «HMS Dictator», de 64 cañones, y a tres bergantines: el «Calypso», el «Podargus» y el «Flamer». Por el contrario, la «Najaden» también se acompañaba de tres bergantines: el «Kiel», el «Lolland» y el «Samsøe».
El plan del capitán Steward era cazar a la Najaden y destruirla, proporcionando de este modo la supremacía inglesa sobre las rutas comerciales entre Noruega y Dinamarca, y terminado de una forma concluyente con la participación danesa en las guerras napoleónicas. En un combate abierto, su navío de línea podría derrotar con facilidad a la fragata, y por lo tanto, Steward buscaba simplemente el enfrentamiento directo. Por el contrario, el capitán danés Holm de ningún modo quería este tipo de enfrentamiento, sino que confiaba en su mayor conocimiento de aquellas aguas para evadir la persecución inglesa.

## La batalla

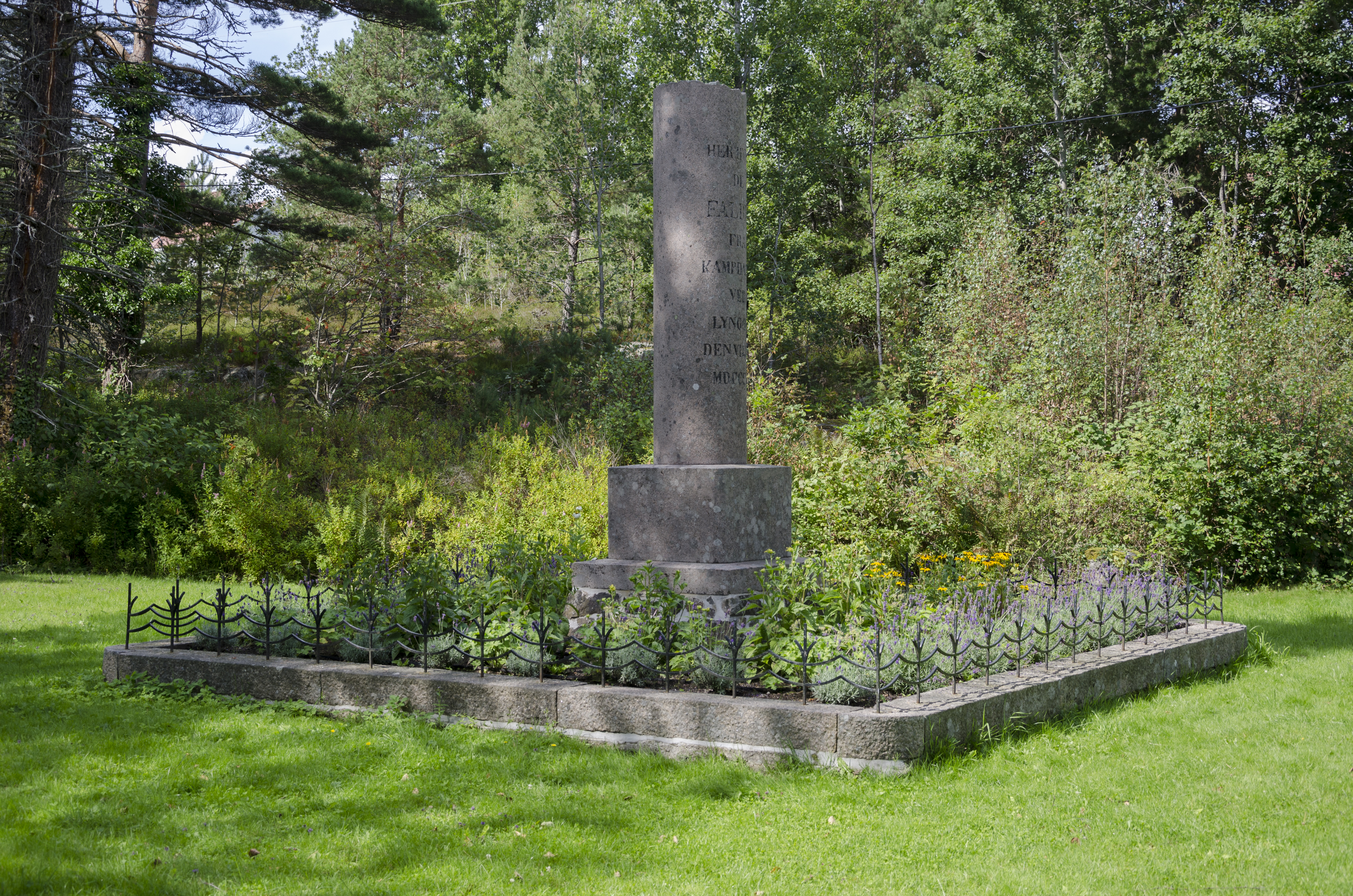

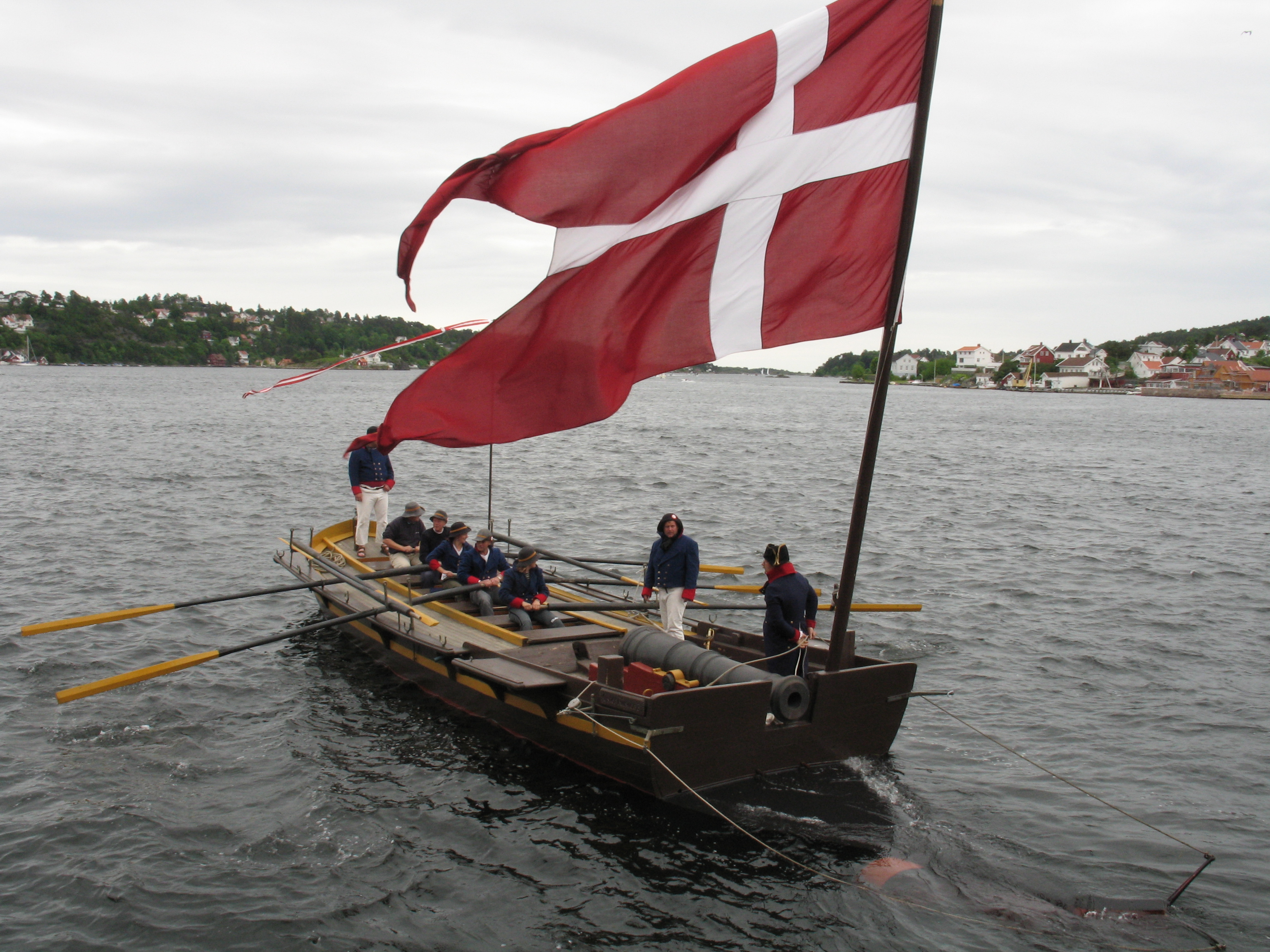

La Najaden había anclado cerca de la isla de Sandøya, cerca de Tvedestrand, donde el capitán Holm se sentía más seguro. Su premisa era que ningún buque inglés se arriesgaría a adentrarse en el poco familiar y escarpado archipiélago. Aquel día aceptó la invitación a cenar del capitán del «Samsøe», permitiéndose incluso ir a tierra tras esta comida. Desde las colinas pudo ver que los barcos británicos estaban ya dentro del archipiélago y que se aproximaban.
Rápidamente de vuelta a sus barcos, ordenó a la flotilla tomar rumbo noreste hacia Lyngør. El bergantín «Podargus» lideraba el ataque inglés, aparentemente conducido por un piloto familiarizado con aquellas aguas. El «Pogardus» rodeó Buskskjærsteinen, y Steward ordenó al «Flamer» navegar tras este y asistirle. Los bergantines ingleses fueron asaltados por muchos botes pequeños daneses y noruegos, sufriendo los primeros un daño considerable, aunque pudieron reunirse de nuevo con el «Dictator» cuando terminó la batalla principal.
La «Najaden» se dirigió hacia el sonido de la batalla que procedía de Lyngør, dejando tras de sí gran parte de los buques de apoyo, para luchar contra los bergantines ingleses.
Steward, un escocés conocido en la Marina Real Inglesa como «Mad Jim» (El loco Jim), navegó a su vez también hacia el ruido, lanzando el ancla y dejando deliberadamente que el buque ofreciera el costado al sonido. Usando su ancla como palanca, posicionó al Dictator de forma que su costado quedara a 35 o 40 m de la «Najaden». Incapaz de girar, la Najaden tenía su costado apuntando lejos de su oponente y se encontraba al pairo. Sobre las 21.30, el «HMS Dictator» descargó sus cañones durante 15 minutos contra la fragata danesa, disparándole más de cuatro toneladas de munición, que rompieron su palo mayor, al tiempo que incendiaban el buque y los bergantines daneses anclados en las cercanías. En 45 minutos, la «Najaden» estaba hundida con 133 muertos y 82 heridos. Holm sobrevivió, aunque sólo para perecer en un accidente unos meses más tarde.
Al finalizar la batalla, las cañoneras danesas se alejaron hacia Lyngør. A las 2.00 del 7 de julio, el «Dictator» fue finalmente perseguido fuera de las aguas noruegas por las cañoneras danesas.

## Consecuencias
La batalla de Lyngør terminó efectivamente con la participación danesa en las guerras napoleónicas. En el tratado de Kiel, Dinamarca cedía su dominio sobre Noruega, sentando las bases del movimiento independentista noruego, independencia que no se consiguió hasta 1905. Este combate liberó también los recursos de la flota británica para luchar contra la marina francesa en el resto de las guerras napoleónicas.